# Medienmanipulation
Der Ausdruck Medienmanipulation wird in zweierlei Weise verwendet:
- Meist wird er verwendet, um eine tatsächliche oder vermeintliche Manipulation der öffentlichen Meinung durch die Medien zu bezeichnen.
- Ebenfalls Verwendung findet der Begriff, um eine Manipulation der Medien mit dem Ziel einer bestimmten Veröffentlichung zu beschreiben. Abgrenzung: Sofern dies nicht als Manipulation, sondern als Information transparent und den journalistischen Handwerksregeln gemäß erfolgt, spricht man von Pressearbeit oder Medienarbeit.

## Manipulation durch die Medien
Manipulation durch die Medien bezeichnet eine einseitige, tendenziöse und/oder verzerrte Darstellung von Fakten und Geschehnissen in den Massenmedien. Diese Manipulation kann erfolgen durch Personengruppen, die i. d. R. berufsmäßig Informationen verbreiten, z. B. durch Journalisten, Fotografen, Dokumentatoren oder Nachrichtenproduzenten, zunehmend auch durch nicht-professionelle Autoren und Bildschaffende über vielgelesene Websites (Twitter, Soziale Netzwerke, Wikipedia usw.). Die Manipulation erfolgt bereits durch eine einseitige Vorauswahl eines Themas, dann durch seine Platzierung und schließlich durch die Art der Berichterstattung. Dadurch entsteht eine verzerrte Wahrnehmung beim Rezipienten. Die Medienmanipulation wird abgegrenzt von der Fälschung, also zum Beispiel der nachträglichen Manipulation von Fotografien oder Videos oder dem Erfinden von Interviews.
Die Forderung nach Objektivität, als neutraler und unabhängiger Standpunkt, der Medien stößt naturgemäß und teils unbeabsichtigt an Grenzen. Es ist (journalistisch) nicht möglich, über alle vorhandenen Geschehnisse zu berichten; eine zusammenhängende Darstellung geht zwangsläufig einher mit einer Vorauswahl der Fakten (nach z. B. Newton, 1989). Ein Manipulationsvorwurf kann deswegen, neben berechtigter Kritik, auch den Charakter eines Kampfbegriffs beinhalten. Eine gewisse „Manipulation“ ist schon aus formalen Gründen schwer vermeidbar.

### Beispiele

#### Selektion
Ein grundsätzliches Element jeder Berichterstattung ist die Selektion von Informationen durch die Redaktion. Steffens sagt dazu: „Über 99 % aller Nachrichten (…) gelangen nie vor das Auge des Lesers, weil sie als zu unbedeutend, zu fragmentarisch, zu polemisch oder – nach den jeweils herrschenden Vorstellungen – zu unsittlich aussortiert werden.“
Journalisten können unmöglich über alle erhältlichen Informationen und Nachrichten schreiben und gleichzeitig über ausgewählte Fakten in zusammenhängender Weise berichten – dies ist eine praktische Grenze der Neutralität der Medien: Eine Beschränkung und Ausrichtung ist unumgänglich. Welche Nachrichten es wert sind, gedruckt zu werden, entscheidet sich auch an der Auswahl anderer Journalisten und Autoren. Ein Vorgang, über den berichtet wird, ist allein deshalb berichtenswerter, weil über ihn an anderer Stelle berichtet wird. Dazu Niklas Luhmann: „Kommunikation ist ein Prozess, der auf Selektionen selektiv reagiert, also Selektivität verstärkt.“
Die Selektion führe gemäß Schulz zu einer „Norm der Realität“, denn die Frage nach einem „wahren Bild“ der Realität sei eine metaphysische und nicht zu beantworten. Durch Selektion von Informationen in den Medien kann bei Rezipienten leicht ein als Manipulation empfundenes Zerrbild entstehen. Selbst wenn die einzelnen Meldungen den Tatsachen entsprechen, kann die Masse die Wirkung einer Desinformation erzielen.
Günter Wallraff beschreibt hingegen in seinem Buch „Der Aufmacher“ die von ihm wahrgenommenen Manipulationen der Bild-Zeitung als das „Bild-System“.
Gezielte Manipulation durch bewusste einseitige Berichterstattung widerspricht den Grundsätzen unabhängiger journalistischer Berichterstattung und journalistischer Ethik sowie den Regeln des Deutschen Presserates.

#### Gewichtung der Informationen
Eine weitere Herausforderung für Journalisten liegt in der Gewichtung, die sie unterschiedlichen Positionen und Argumenten beimessen. So mussten alle relevanten Positionen und Argumente aufgezeigt sowie durch eine Gewichtung verdeutlicht werden, dass die Argumente unterschiedliche Relevanz und Seriosität haben. Gelingt das nicht, so spricht man von tendenziöser Berichterstattung.
Darunter versteht man eine verzerrte oder falsch gewichtete Darstellung von Fakten, was gegen die journalistische Ethik verstößt. Das Ziel und der Schweregrad nicht-objektiver Berichterstattung werden in vielen Ländern kontrovers diskutiert, da sie sowohl praktische als auch theoretische Ursachen haben und Wirkung präjudizieren. Allerdings stellt zum Beispiel der Schweizer Presserat fest: „Aus der ‚Erklärung der Pflichten und Rechte der Journalistinnen und Journalisten‘ kann keine berufsethische Pflicht zu objektiver Berichterstattung abgeleitet werden. Deshalb ist auch eine einseitige, parteiergreifende Berichterstattung zulässig.“
Einzelne Zeitungen oder Sender vertreten bewusst bestimmte Positionen. So versteht sich beispielsweise die Frankfurter Rundschau als linksliberal. Die entsprechende Tendenz („Färbung“) der Berichterstattung ist keine Manipulation, sondern ein Ausdruck der Meinungsfreiheit der Redaktion oder des Verlags (siehe auch Tendenzschutz).
Die Gewichtung von Information kann ebenfalls ein (subtiles und damit wirksames) Instrument der Manipulation sein. Durch hohe Selektion kann zum Beispiel die Position eines „Gegners“ für ein Strohmann-Argument oder für eine „Dämonisierung“ verzerrt werden. Auch kann von bedeutenden Ereignissen abgelenkt werden, indem über andere Themen ausführlicher berichtet bzw. ihre Bedeutung übertrieben wird.

#### Die Rolle der Sprache
Der Gebrauch eines Wortes mit positivem bzw. negativem Beigeschmack (meliorativ bzw. pejorativ) an Stelle seines neutralen Synonyms ist geeignet, den Leser zu beeinflussen. Sind Themen strittig, so zeigt sich dies meist auch darin, dass die Parteien gleiche Sachverhalte mit unterschiedlichen Begriffen bezeichnen (zum Beispiel „Flucht und Vertreibung“ (in Deutschland übliche Wortwahl) und „Umsiedlung“ (in Polen übliche Wortwahl)). Auch hier wird die Verwendung der Begrifflichkeit einer Partei leicht als parteilich oder manipulativ wahrgenommen.
Ein Problem stellen Übersetzungen aus anderen Sprachen dar. Hier hat der Übersetzer Gelegenheit zur Manipulation, indem er nicht wortwörtlich und originalgetreu übersetzt.
Die Sprache kann auch als politischer Faktor in den Massenmedien auftreten, besonders in den Fällen, wo eine Gesellschaft durch eine Sprachenvielfalt gekennzeichnet wird. Die Wahl der Sprache in den Massenmedien kann am ehesten eine Manipulation im Sinne jener Gruppe darstellen, die diese Sprache beherrscht. Diejenigen, die anders sprechen, werden dadurch hingegen von einer journalistischen Beteiligung ausgegrenzt. Durch die weltweite Verbreitung der englischen Sprache als Verkehrssprache kritisiert man US-amerikanische und englischsprachige Medien häufig von vornherein als publizistische – und damit manipulative – Übermacht.
Zahlreiche mit Sprache und Manipulation befasste Medientheoretiker verweisen auf die Medien der USA, einem Land, in dem von der überwiegenden Mehrheit Englisch gesprochen wurde. Einige argumentieren, dass eine Standardsprache noch lange keine nationale Einheitlichkeit schaffe; weiterhin blieben große Unterschiede bestehen, die in den Massenmedien Ausdruck finden.

#### Die Rolle des Visuellen
Neben der Selektion, der Platzierung und der Wortwahl spielen nicht-sprachlich vermittelte Informationen, in erster Linie die Bebilderung durch Fotos, Tabellen, Grafiken oder auch die Größe, die Platzierung und Farbwahl oder die Schriftart eine wichtige Rolle. In audiovisuellen Medien spielen in der Suggestion unter anderem folgende Stilmittel eine wesentliche Rolle: visuelle Gestaltung (Einstellungsgröße, Bewegung, Bildkomposition), visuelle Stilmittel (Licht, Farbe), akustische Gestaltung (Sounddesign), narrative Gestaltung (Struktur, Zeitgestaltung), strategische Kommunikationsgestaltung (Framing).

### Denkbare Manipulatoren

#### Journalisten
Die Berichterstattung erfolgt primär durch den Journalisten selbst. Aus den politischen Positionen, finanziellen Abhängigkeiten und Karrierebeziehungen eines Journalisten können Verquickungen erwachsen, die oftmals eine tendenziöse Berichterstattung zur Folge haben. Bei Medienmanipulation handelt es sich um eine – der journalistischen Ethik beziehungsweise Medienethik zuwiderlaufende – Verzerrung an Stelle einer an der Chronistenpflicht geschuldeten Perspektive eines Journalisten oder Artikels durch den Journalisten.

#### Verlage und Eigentümer
Die Eigentümer der Medien bestimmen die publizistische Ausrichtung der Medien (Tendenzschutz) und können damit Medienmanipulation betreiben. Wenn zum Beispiel ein Thema die geschäftlichen Interessen des Eigentümers berührt, kann ihn das zu einer tendenziösen Berichterstattung veranlassen.
Zu den Faktoren, die bei den Medienunternehmern zu einer manipulierten Darstellung führen können, zählen der Besitz der Nachrichtenquelle, die Auswahl der Mitarbeiter oder die Ausrichtung auf eine bestimmte Zielgruppe. Der Platz oder die Sendezeit für Berichte sowie die notwendigen Stichtage können zu unvollständigen bzw. tatsächlich oder scheinbar manipulierten Berichten führen.

#### Kunden bzw. Werbewirtschaft
Auf der anderen Seite steht die Manipulation als willkürliche Einflussnahme von außen auf das journalistische Geschehen. Hier wird in erster Linie der Druck der Werbeindustrie genannt. Aber auch Einflussnahmen von Parteien, Verbänden und sonstigen Interessengruppen („Lobbyismus“) sind denkbar.
Dieser Druck kann auch im Nachhinein durch Sanktionen ausgeübt werden. Ein bekannter Fall in Deutschland war die Werbeabbestellung von Aldi in der «Süddeutschen Zeitung», nachdem diese 2004 kritisch über Arbeitsbedingungen bei Aldi berichtet hatte.
Eine Studie von Helmut Volpers im Auftrag der Landesmedienanstalt NRW zeigt eine vermehrte Vermischung von PR und redaktioneller Berichterstattung in der journalistischen Praxis. Dabei werden Beiträge von PR-Agenturen als Beiträge des Mediums getarnt und eingebracht. Pionierin dieser Forschungsrichtung ist Barbara Baerns.

### Maßnahmen gegen die Manipulation
Gegen eine mögliche Manipulation der Medien besteht eine Reihe von Maßnahmen:

#### Selbstverpflichtung der Medien
Medienmanipulation steht im Widerspruch zum Berufsethos des Journalisten. In vielen Ländern bestehen Ehrenkodizes der Journalistenverbände (zum Beispiel in Deutschland: Pressekodex, in Österreich: Ehrenkodex für die österreichische Presse), in denen Regelungen getroffen sind, die eine Medienmanipulation verhindern sollen.

#### Gesetzliche Regelungen zur Sicherstellung der Ausgewogenheit
In Deutschland besteht der öffentlich-rechtliche Rundfunk, dessen Organisation gemäß den Rundfunkurteilen des Bundesverfassungsgerichts eine „Binnenpluralität“ der gesendeten Berichte sicherstellen muss. Der öffentlich-rechtliche Rundfunk der ARD in Deutschland hat einen Programmbeirat, die die beratende Aufgabe haben, sich intern stellvertretend für die Gesellschaft kritisch mit dem Programmangebot auseinanderzusetzen. Kritisiert wurde z. B. 2014 die nach Ansicht des Beirates oft zu oberflächliche und parteiische Berichterstattung ohne essentielle Hintergrundinformationen über den Konflikt in der Ukraine.
Einige Länder verfügen über Gesetze, um in den staatlichen Medien eine Ausgewogenheit zu erzwingen. Seit 1991 unterstehen die CBC und SRC von Radio Kanada dem Broadcasting Act. Dieses Gesetz legt unter anderem fest:
Der kanadische Rundfunk muss (i) ein vielfältiges und umfassendes Programm repräsentativer Information, Aufklärung und Unterhaltung Hörern jeden Alters, Geschlechts, Interessen und Geschmacks anbieten, (…) (iv) der Öffentlichkeit eine angemessene Gelegenheit bieten, unterschiedliche Sichtweisen zum Ausdruck bringen zu können.

#### Meinungsvielfalt und Wettbewerb
Der wirksamste Schutz gegen Medienmanipulation besteht in der Vielfalt der Medienberichterstattung. Daher ist die Verhinderung von Medienkonzentration (für Vielfalt miteinander konkurrierender Medien) und die Möglichkeit der Herstellung von Gegenöffentlichkeit ein wesentliches Mittel gegen Manipulation.

#### Offenlegung von Besitzverhältnissen und Abhängigkeiten (Transparenz)
Manipulationen lassen sich auch durch die Offenlegung der Verbindungen vermeiden, die Interessenkonflikte verursachen können, etwa wenn eine Nachrichtenagentur über für sie selbst relevante Angelegenheiten berichtet oder über ihre Eigentümer. Oft betrifft eine solche Veröffentlichung Aktien oder Kapital. Die Kommentatoren über Aktienangelegenheiten werden daher häufig aufgefordert, eine mögliche Teilhaberschaft an den betreffenden Unternehmen oder ihrer Konkurrenz bekannt zu machen.
Das Bundesland Hessen verpflichtet zum Beispiel Medien, Mehrheitseigentümer im Impressum anzugeben. Anlass hierzu war die Übernahme der Frankfurter Rundschau durch die SPD-Holding DDVG.

#### Weiteres
Wege, Manipulationen zu vermeiden, sucht man in der Methode des „Streitgesprächs“ (point/counterpoint) oder des „Gesprächs am Runden Tisch“, ein Diskussionsformat, in dem repräsentative Vertreter widerstreitender Ansichten gegeneinander ihre Ansichten verfechten. Diese Methode erlaubt theoretisch, alle relevanten unterschiedlichen Positionen medial zu präsentieren. Gleichwohl haben Sendeleiter, Redakteure und Moderatoren die Macht, eine Auswahl der Gäste zu treffen, ihnen mehr oder minder genehme Fragen zu stellen, sowie ihre Bemerkungen ins rechte Licht zu stellen oder zu kommentieren. Ohne ein gutes Fingerspitzengefühl des Moderators oder Redakteurs für oben genannten Fakten kann einem Format, das Streitgespräche medial präsentiert, vorgeworfen werden, der Reporter schaffe den Eindruck, dass die dargestellten Sichtweisen die gleiche Gültigkeit haben (auch „Unausgewogenheit“ genannt). Dies kann bei Tabuthemen vorkommen oder wenn ein Diskussionspartner Behauptungen aufstellt, die leicht als haltlos erwiesen werden können.
Eine solche Unausgewogenheit zeigte zum Beispiel Mark Halperin auf, politischer Direktor der ABC-News. Er untersagte den Reportern in einer internen Mail, „künstlichen Einfluss auszuüben. … denn George W. Bush und John Kerry seien ‚gleichermaßen‘ der Öffentlichkeit verantwortlich.“ Die Kritik der Bush-Unterstützer ziele lediglich darauf ab, den Wahlsieg zu erreichen „durch … neue Versuche, Kerry zu zerstören“. Als der Drudge Report diese Anordnung veröffentlichte, sahen zahlreiche Bush-Unterstützer ausgerechnet hier den Beweis, Halperin manipuliere die ABC gegen Bush zugunsten Kerrys, indem er die manipulativen Versuche der Journalisten abzuwenden suchte.
In manchen Fällen, wo eine Manipulation offensichtlich ist, kann eine Nachrichtenagentur Personal entlassen oder versetzen.

### Erforschung und Theorie der Medienmanipulation
Die Erforschung der Medienmanipulation erfolgt in der journalistischen Ausbildung an Universitäten (gemeinsam mit Medienwissenschaft und Friedensforschung) sowie durch unabhängige Beobachtergruppen aus verschiedenen Teilen des politischen Spektrums. In den USA konzentrieren sich zahlreiche Studien auf die Äußerungen konservativ-liberaler Politiker in den Medien. Andere untersuchen internationale Unterschiede in der Berichterstattung sowie die Manipulation der Meldungen über bestimmte Angelegenheiten wie die gesellschaftlichen Klassen oder die Entwicklungspolitik.
Die Glasgow Media Group analysierte in den Bad News Studies Fernseh- und Zeitungsmeldungen in Großbritannien (Eldridge, 2000). Mittels Inhaltsanalyse, Interviews sowie beobachtender Teilnahme fanden sie unter anderem heraus, dass Meldungen gegen Gewerkschaften manipuliert waren, in denen diese für den Bruch der Tarifvereinbarungen und die hohe Inflation verantwortlich gemacht wurden. Martin Harrison (TV News: Wer manipuliert?, 1985) kritisierte die Methoden der Glasgow Media Group und argumentierte, die GMG untersuche die Manipulation selektiv und präsentiere die eigenen Vorurteile selbst manipuliert als Ergebnis (Street 2001, S. 31).
Herman und Chomsky (1988) schufen die Theorie des Propagandamodells, wonach eine systematische Manipulation der Medien aus der ökonomischen Struktur des Landes erwächst. Nach dieser Theorie entscheidet der Medienbesitz der Großunternehmen über die Meinungsbildung, die Werbefinanzierung sowie die Übernahme regierungsamtlicher Quellen. Diese vermögen zum Beispiel unabhängige Medien vermittels antikommunistischer Ideologie zu diskreditieren und die breite Öffentlichkeit im Interesse von Unternehmen zu manipulieren.

### Denkbare Ziele einer Medienmanipulation

#### Arten von Manipulation
- geopolitische Manipulation[12].
- Ethnische oder rassische Manipulation, einschließlich des Rassismus, Nationalismus und Regionalismus.
- Manipulation durch Unternehmen, einschließlich der Werbung und Public Relations – Berichterstattung über politische Kampagnen im Sinne unternehmerischer Interessen, Berichterstattung im Sinne der Medieneigentümer.
- Klassenmanipulation, sowohl die Manipulation, die eine bestimmte gesellschaftliche Klasse bevorzugt, als auch die Manipulation, die eine Aufteilung der Gesellschaft in soziale Klassen ignoriert.
- Politische Manipulation, einschließlich der Manipulation für oder gegen eine bestimmte politische Partei oder einen Kandidaten.
- Religiöse Manipulation, einschließlich der Manipulation, in der eine religiöse Sichtweise über eine andere gestellt wird.
- Skandalisierung, die etwas Außergewöhnliches gegenüber dem Normalen aufbauscht. Dazu zählt die Praxis, aus kommerziellen Gründen besondere Nachrichten überzubetonen, zu verzerren oder zu fabrizieren.
- Desinformation, die gezielt falsche, einseitige oder verzerrte Informationen streut.
- Agitation und Propaganda (zum Beispiel während des Kalten Krieges).
- Die journalistische Lüge, die gut ausgewählt schon deshalb geglaubt wird, weil sie oft als Schlagzeile gedruckt ist. Eventuelle Widerrufe werden so platziert, dass sie kaum Beachtung finden.
- Hofberichterstattung oder Verlautbarungsjournalismus: die distanzlos-unkritische Veröffentlichung von Informationen im Interesse von Politikern, Parteien oder Institutionen.
- Politische Korrektheit, die Verwendung und vorgebliche Dominanz „politisch korrekter“ Sprache als Zensur und Einschränkung der Redefreiheit.

#### Nationale, kulturelle und ethnische Gesichtspunkte
Zahlreiche Nachrichtenagenturen neigen zu einer den geographischen, ethnischen und nationalen Erwartungen der Bevölkerung angepassten Berichterstattung.
Westlichen Medien wird häufig vom überwiegenden Teil der Welt (Osteuropa, Asien, Afrika und naher Osten) ihre pro-westliche Haltung hinsichtlich zahlreicher politischer, kultureller und wirtschaftlicher Angelegenheiten vorgeworfen.
In Amerika beschuldigten Politiker des Südens während der Bürgerrechtsbewegung die Medien der Manipulation gegen die Weißen. Film und Fernsehen manipulierten angeblich zugunsten einer „Rassenvermischung“; zahlreiche Fernsehsendungen und -serien mit ethnisch gemischten Besetzungen wie I Spy oder Star Trek wurden von den Stationen des Südens nicht gesendet.
Die Medienmanipulation im Sinne einer Religion liegt in jenen Ländern auf der Hand, in denen Staat und Medien von einer offiziellen Religion beherrscht werden. Hier kann sich Manipulation gegen andere Glaubensrichtungen klar und mit allen Konsequenzen auswirken.
Auch in den Ländern mit Religionsfreiheit und freier Presse unternimmt die vorherrschende Religion große Anstrengungen, um Einfluss auf die Medien zu gewinnen. In den überwiegend christlichen Nationen tendieren die Journalisten zu einer Berichterstattung über die Aktivitäten aus dem Bereich des Christentums und dem Ausschluss anderer Glaubensrichtungen.
Aber auch das Gegenteil kann der Fall sein. In atheistischen Ländern zeigte die antireligiöse Medienpropaganda Wirkung, wie in zahlreichen Ländern des Ostblocks im Kalten Krieg.
Mit anderer Motivation verschweigen manche heutige Medien aus eigenem Interesse die Berichterstattung über jedwede religiöse Angelegenheiten, um nicht den Anschein der Bevorzugung einer Glaubensrichtung vor der anderen zu erwecken.
Letztere Art der Manipulation wird häufig in der Berichterstattung über neue religiöse Bewegungen gesehen. Häufig geschieht es, dass die einzige Sichtweise, die der Öffentlichkeit über eine neue religiöse Bewegung, umstrittene Gruppe oder einen Kult vermittelt wird, negativ gezeichnet und durch mediale Skandalberichte illustriert wird. Zum Beispiel erfahren die meisten neuen oder Minderheitsreligionen nur dann mediale Beachtung, wenn etwas Skandalöses berichtet werden kann, zum Beispiel ein Massenselbstmord einer Sekte oder illegale Machenschaften der Führung einer religiösen Bewegung.
Nach der Encyclopedia of Social Work (19. Auflage) spielen die Nachrichtenmedien eine entscheidende Rolle bei der öffentlichen Akzeptanz von Kulten. Nach einigen Studien haben die Medien durch die bildliche Darstellung die Macht, die Rezipienten dahingehend zu manipulieren, dass sie bestimmte neue Kulte als problematisch, umstritten oder bedrohlich wahrnehmen (Beckford, 1985; Richardson, Best & Bromley, 1991; Victor, 1993). Die Analyse ergab, dass Medienberichte über Kulte im Wesentlichen auf Polizisten oder „Kultexperten“ zurückgingen, die die jeweilige kultische Praxis als gefährlich und zerstörerisch einstuften, die häufig mit erschreckend überzogenen Geschichten über rituelle Folter, sexuellen Missbrauch, Gehirnwäsche usw. ausgebaut wurden.

#### Andere Einflüsse
Medienmanipulation ist nicht prinzipiell politisch. Nachrichtenmedien suchen im Wesentlichen Erfolg bei einem bestimmten Publikum. Viele Menschen interessiert eher die Lokalberichterstattung mit privatem oder regionalem Bezug wie Fotos einer Einschulung, einer Hochzeitsfeier, eine prominente Lokalgröße, ein Empfang, ein Verkehrsunfall oder andere glamouröse oder schockierende Meldungen.
So findet der Tod von Millionen Menschen in einem ethnischen Konflikt in Afrika oder Asien in den regionalen Medien eine schmale Randerwähnung, während die Erschießung von fünf Angehörigen eines Gymnasiums eine monatelange tiefgehende und facettenreiche Analyse erfährt. Der Grund für diese Art der Manipulation ist im Streben nach medialem Publikumserfolg zu suchen. Produzenten und Verleger bieten das an, was ihrer Meinung nach die Masse am meisten interessiert (siehe auch Agendasetting).

## Manipulation der Medien
Der Begriff „Medienmanipulation“ kann auch zur Beschreibung eines Versuchs der Manipulation von Medien, mit dem Ziel eine bestimmte Berichterstattung zu erreichen oder zu verhindern, verstanden werden.
Der Gedanke dahinter lautet: Einflussreiche Stellen (zum Beispiel bestimmte Regierungen oder Konzerne) üben ihre Macht sowohl mit offenkundiger als auch versteckter Zensur auf die Medien ihrer oder anderer Länder aus. Andererseits schränken einige Journalisten oder Redakteure aus Scheu vor negativen Konsequenzen freiwillig die Darstellung problematischer Tatsachen ein (Selbstzensur: „Schere im Kopf“).

### Direkt von der Regierung gelenkte Medien
Erkennbar ist diese Manipulation in Staaten mit staatlich gelenkten Medien und ohne oder mit stark eingeschränkter Pressefreiheit wie im Dritten Reich, der DDR oder dem heutigen China und Russland sowie allgemein in Diktaturen.
So wurde den gleichgeschalteten Medien im Dritten Reich im Rahmen der „Pressekonferenzen der Reichsregierung“ nicht nur die Meinung der Regierung, sondern auch gleich die Form der Darstellung vorgegeben, beispielsweise bezüglich der Berichterstattung über die Kommentare der Westmächte zum Beitritt Spaniens zum Antikominternpakt: „Nicht als Hauptaufmachung der Blätter herauskommen … keine allzu große Bedeutung beimessen … Bemerkungen über die italienischen Freiwilligen in Spanien weglassen.“ Als Folge dieser weitreichenden Manipulationen war es dem Regime möglich, große Teile der Bevölkerung noch bis zur Kapitulation zu manipulieren.
1976 bis Ende der 1980er Jahre versuchten Länder der Dritten Welt unter dem Stichwort „Neue Weltinformationsordnung“ die Dominanz der westlichen Presse in ihren Ländern zu brechen. Auf einem Symposium der Blockfreien Staaten im Jahr 1976 wurde erklärt: „Jedes Entwicklungsland hat das Recht, volle Souveränität über die Informationen auszuüben“. Zum Abbau des Ungleichgewichtes wurde in einigen Ländern die Berichterstattung über eigene Positionen durch Abschaffung der Pressefreiheit durchgesetzt, wodurch das Projekt zum Schutz der bestehenden Regierung oder bestimmter Interessengruppen ausgenutzt wurde. Seit 1991 sind die Medien in vielen Entwicklungsländern staatsunabhängiger geworden, jedoch besteht oft eine Verfolgung der Journalisten, falls diese über mächtige Wirtschaftsinteressen und organisierte Kriminalität recherchieren.

### Indirekt von der Regierung gelenkte Medien
Die Regierung kann auch ohne eigene staatliche Medien und direkte PR-Vorgaben einen erheblichen Einfluss auf die Medienberichterstattung ausüben. Dies geschah etwa in vielen lateinamerikanischen Militärdiktaturen im 20. Jahrhundert, wo regierungsfreundliche private Medienunternehmen gefördert, andere Medien jedoch, unter anderem durch Verbote, behindert wurden. In Argentinien wurden während der Militärdiktatur (1976 bis 1983) im Jahr 1980 die Gesetze verändert und dabei unter anderem verboten, Radio- und Fernsehfrequenzen gemeinnützigen Organisationen zuzuteilen. In den Massenmedien wurden unter anderem systematische Folter und das Verschwindenlassen von zehntausenden Oppositionellen (siehe: Desaparecidos) flächendeckend verschwiegen und stattdessen Propagandameldungen verbreitet. Auch die Ermordung von sukzessive rund 100 Journalisten während der Diktatur blieb unberichtet.
Eine erhöhte Beeinflussung bis hin zur Lenkung besteht oft auch in Kriegsgebieten, da Festnahmen von Journalisten aus „Verdachtsgründen“ leicht möglich sind und somit die Medien sich oft auf Informationen offizieller Pressekonferenzen verlassen. In den letzten Jahren wurden auch vermehrt die Regeln für Kriegsberichterstatter erweitert und verschärft. Der Chef der Nachrichtenagentur Associated Press, Tom Curley, etwa kritisierte deshalb 2009 einen anwachsenden Druck des US-Militärs auf unabhängige Berichterstatter in Kriegsgebieten sowie eine allgemein zunehmende Beeinflussung der Medien durch das Verteidigungsministerium der Vereinigten Staaten. Das Pentagon hat seit 2003 das Budget für „Einfluss-Operationen“ um 63 Prozent erweitert, es umfasste 2008 4,7 Milliarden Dollar für 27.000 Mitarbeiter.
Auch in Demokratien und „gelenkten Demokratien“ gelangen im 21. Jahrhundert immer mehr Medien in wirtschaftliche Abhängigkeit von staatlichen Förderungen und Werbeeinschaltungen. Die Medienkritik sieht hier unter anderem in der Inseratenkorruption ein Problem, bei der Regierungen eine positive Berichterstattung belohnen.

## Manipulation durch Netzwerke und das Konzept des „sozialen Kapitals“

### Forschungsansatz, Thesen und Ergebnisse der Untersuchung Krügers
In Uwe Krügers Dissertation zum Einfluss der Eliten auf deutsche Journalisten und Medien wird ein theoretisches Modell entwickelt, das Medienverhalten mit Hilfe von Pressure Groups und sozialen Netzwerken erklärt und das vorhersagt, dass Leitmedien mehr oder weniger den laufenden Diskurs der Eliten reflektieren, aber dessen Grenzen nicht überschreiten und dessen Prämissen nicht kritisch hinterfragen.
Ausgangsthese Krügers ist, „dass eine konsensuell geeinte Elite in wichtigen Fragen (Krieg und Frieden, makroökonomische Ordnung) gegen die Interessen eines Großteils der Bevölkerung regieren kann und dass journalistische Eliten zu stark in das Elitenmilieu eingebunden sein könnten, um noch als Anwälte des öffentlichen Interesses kritisch-kontrollierend zu wirken.“
Im empirischen Teil fokussiert seine soziale Netzwerkanalyse zunächst die soziale Umgebung von 219 leitenden Redakteuren deutscher Leitmedien. Jeder Dritte unterhielt informelle Kontakte mit Politik- und Wirtschaftseliten; bei vier Außenpolitik-Journalisten, Stefan Kornelius, Klaus-Dieter Frankenberger, Michael Stürmer und Josef Joffe finden sich dichte Netzwerke im US- und NATO-affinen Elitenmilieu. Weitere analysierte Journalisten sind Kai Diekmann (Bild), Peter Frey und Claus Kleber (ZDF) und Matthias Naß (ZEIT).
Eine anschließende Frame-Analyse fragt, inwieweit der Output dieser vier Journalisten in den umstrittenen Fragen der Definition von Sicherheit (erweiterter Sicherheitsbegriff) und Afghanistan-Einsatz der Bundeswehr auf der Linie der ermittelten Bezugsgruppen liegt. Abschließend werden die Berichte über die Münchner Sicherheitskonferenz und deren Gegner in fünf Tageszeitungen inhaltsanalytisch untersucht. Sie kommt zu dem Schluss, dass die Eliten-nahen Leitmedien FAZ, Welt und Süddeutsche den auf der Sicherheitskonferenz laufenden Elitendiskurs ausführlich abbilden, dabei aber die Proteste und die Gegenveranstaltung Münchner Friedenskonferenz marginalisieren und delegitimieren.

„Als hoch problematisch erscheinen erstens die direkten Verbindungen zur Wirtschaft, genauer die Beratertätigkeit von Chefredakteuren und Herausgebern für gewinnorientierte Konzerne: Josef Joffe (Zeit) als Beirat der HypoVereinsbank sowie Stefan Aust (Spiegel) und Helmut Markwort (Focus) als Beiräte der Deutschen Telekom AG.
Zweitens muss die Einbindung von Journalisten in eine Organisation der Bundesregierung kritisch gesehen werden, namentlich Klaus-Dieter Frankenberger (FAZ), Stefan Kornelius (SZ) und Peter Frey (ZDF) als Beiräte der Bundesakademie für Sicherheitspolitik, eines Think Tanks im Geschäftsbereich des Bundesverteidigungsministeriums.
Der Beirat berät laut Akademie-Satzung das Kuratorium, das wiederum aus der Bundeskanzlerin sowie den Bundesministern der Verteidigung, des Inneren, des Auswärtigen, der Finanzen, der Justiz, für Wirtschaft und für Entwicklungshilfe besteht. Die drei Journalisten verpflichteten sich somit, jene Bundesregierung zu beraten, die sie doch eigentlich als Anwälte der Öffentlichkeit kritisieren und kontrollieren sollen.” (S. 148)“

Zu der Frage, welche Art der Beeinflussung der Journalisten durch die Eliten vorliege, vermutet Krüger, dass „Journalisten mit Eliten-kompatiblen Werten und Meinungen höhere Chancen (haben), Zugang zu den höchsten Kreisen zu bekommen, und die Einbindung in das Elitenmilieu verstärkt dann über die Zeit hinweg die Konformität. Das heißt auch: Journalisten mit Eliten-kompatiblen Meinungen haben bessere Chancen, Karriere zu machen, denn sie können im eigenen Haus und in der Branche mit exklusiven Informationen und hochrangigen Interviewpartnern punkten.“ Krüger argumentiert mit dem Konzept des sozialen Kapitals Pierre Bourdieus.

### Manipulation der Medien in Deutschland durch die DB
In Deutschland erregte 2009 ein Fall von Manipulation durch die Deutsche Bahn AG Aufsehen, die die Meinungsmache selbst einräumte. Rüdiger Grube, Nachfolger von Hartmut Mehdorn bei der DB, sagte 2009: „2007 wurden nach Angaben der Bahn für vorproduzierte Medienbeiträge, für Blog- und Forenbeiträge, für Leserbriefe und Meinungsumfragen 1,3 Millionen Euro ausgegeben“.

## Rezeption

### Globales Korruptionsbarometer
Transparency International veröffentlicht in unregelmäßigen Abständen ein sogenanntes globales Korruptionsbarometer. 2013 hielten 54 Prozent der in Deutschland Befragten die Medien für korrupt oder sehr korrupt. Auf einer Skala von 1 (überhaupt nicht korrupt) bis 5 (höchst korrupt) kamen die Medien auf einen Wert von 3,6. Schlechter schnitten nur die Privatwirtschaft (3,7) und die politischen Parteien (3,8) ab. Im Jahre 2010 lag die Bewertung der Medien in Deutschland noch bei 3,0.

### Umfragen
Nach einer von YouGov für Zeit Online durchgeführten repräsentativen Umfrage hatten 47 Prozent der Befragten im Dezember 2014 den Eindruck, dass die Medien in Deutschland einseitig berichten und von der Politik gelenkt werden. Nur 40 Prozent hielten die Berichterstattung für objektiv und unabhängig.
Anfang desselben Monats ergab eine Umfrage von Infratest dimap im Auftrag der Fernsehsendung Zapp, dass 69 Prozent der wahlberechtigten Bevölkerung in Deutschland weniger oder gar kein Vertrauen in die Medien haben. Lediglich 29 Prozent bekundeten großes oder sehr großes Vertrauen.
Beide Umfragen stehen im Kontext der Darstellung des Ukraine-Konflikts in den Medien.
Eine Emnid-Umfrage 2016 ergab, dass nur 34 Prozent der Befragten die Berichterstattung der deutschen Nachrichtenmedien für wirklich unabhängig hält.
Während diese Umfragen nur den gefühlten Eindruck des Publikums wiedergeben, untersuchen Einflussstudien, inwiefern tatsächlich ein Einfluss messbar ist.

## Geschichte
Die politische Manipulierbarkeit der Massenmedien ist eine Eigenschaft, mit der sie von Anbeginn seit der Erfindung der Druckerpresse belastet sind. Die hohen Kosten der früheren Druckausrüstung schränkten die Medienproduktion anfangs ein. Die Verleger bedienten häufig die Interessen großer oder mächtiger sozialer Gruppen.
John Miltons Flugschrift Areopagitica, eine Rede für die Freiheit des unlizenzierten Drucks, veröffentlicht 1644, war eine der ersten Publikationen für die Pressefreiheit.
Im 19. Jahrhundert erkannten Journalisten das Prinzip der unparteiischen Berichterstattung als wesentlichen Bestandteil journalistischer Ethik. Dieses traf mit dem Aufstieg des Journalismus als einem sozialen Machtfaktor zusammen und hat bis heute Gültigkeit, wobei gewissenhafte und um Objektivität bemühte Journalisten von Vorwürfen der Manipulation nicht getroffen werden.
Ebenso wie die Presse dienten die Rundfunkmedien (Radio und Fernsehen) von Anbeginn als Propagandainstrument, eine Tendenz, die sich in der ursprünglichen Verfügungsgewalt nationaler Regierungen über das gesamte Sendungsspektrum zeigt. Obgleich ein Prozess der Medienderegulierung die Mehrheit westlicher Rundfunkmedien in private Hände gelegt hat, besteht noch eine starke Regierungspräsenz bzw. ein Regierungsmonopol bei den Rundfunkmedien bestimmter Länder der Erde. Auf der anderen Seite führt die Privatisierung der Medien im Gegenzug häufig zu einer Konzentration in den Händen weniger Medienkonzerne, woraus wiederum bestimmte Formen medialer Manipulation erwachsen.
1798 verabschiedeten die USA die Alien and Sedition Acts, ein Verbot der Veröffentlichung „falscher, skandalöser oder böswilliger Berichte“ gegen die Regierung, einschließlich jeder öffentlichen Opposition gegen irgendein Gesetz oder einer Handlung des Präsidenten in der Presse (bis 1801 in Kraft).
Während des Amerikanischen Bürgerkriegs beschuldigte Präsident Abraham Lincoln die Presse der Frontstaaten der Manipulation zugunsten des Südens und ordnete das Verbot zahlreicher Zeitungen an.
Mit dem vorgetäuschten Überfall angeblicher Polen auf den deutschen Sender Gleiwitz 1939 wurde propagandistisch der Eintritt Deutschlands in den Zweiten Weltkrieg und der Überfall auf Polen gerechtfertigt.
Hitler beschuldigte die Presse der marxistischen Manipulation und fand Beifall bei NS-unterstützenden Medien in England und den USA. Im Zweiten Weltkrieg behaupteten auf deutscher Seite stehende Politiker, die internationalen Medien würden von Juden gesteuert. Berichte über eine deutsche Misshandlung der Juden seien manipuliert und entbehrten jeder Grundlage. Hollywood bezeichnete man als Brutstätte jüdischer Manipulation und Filme wie Charlie Chaplins „Der große Diktator“ mussten dafür als Beweis herhalten.
Der medial manipulierte Tonkin-Zwischenfall von 1964 bot der US-Regierung den Vorwand zum Einstieg in den Vietnamkrieg. Im Verlauf des Krieges beschuldigte Vizepräsident Spiro Agnew seinerseits die Presse der antiamerikanischen Manipulation.
1968 bot ein medial aufgebauschter Hilferuf von (Zitat der Nachrichtenagentur Tass) „Persönlichkeiten der Partei und des Staates der Tschechoslowakischen Sozialistischen Republik an die Sowjetunion“ die propagandistische Rechtfertigung zum Einmarsch von Truppen der Sowjetunion, Polens, Ungarns und Bulgariens in die CSSR. Die Kommunistische Partei in der CSSR stand in Wirklichkeit weitgehend hinter der gestürzten Regierung.
In den 1980er Jahren beschuldigte die Regierung Südafrikas die Presse der Manipulation gegen die Regierung und leitete Zensurmaßnahmen ein. 1989 erließ die Regierung ein dreimonatiges Verbot der Zeitung New Nation wegen der Veröffentlichung von Anti-Apartheid-Propaganda. Andere Zeitungen – weitgehend zensiert – veröffentlichten die zensierten geschwärzten Abschnitte als solche, um den Umfang der regierungsamtlichen Zensur zu demonstrieren.
Manipulationen wirken nachhaltig, wenn sie emotional bewegen. 1990 bewog die Brutkastenlüge die US-Amerikaner zur Zustimmung des Einstieges in den Zweiten Golfkrieg. Ergreifende Bilder angeblich in kuwaitisch-irakischen Gewässern treibender ölverschmierter Kormorane stellten sich später als Fotos der Exxon-Valdez-Katastrophe heraus.
Im November 2005 räumte George W. Bush ein, dass die als Kriegsgrund für den Irakkrieg herangezogenen angeblichen Beweise der Existenz von Massenvernichtungswaffen jeder Grundlage entbehrten. Dabei vermied er das Wort Manipulation.
Nicht alle Anklagen über Manipulation sind politisch. Der Autor Martin Gardner beschuldigte die Unterhaltungsmedien pseudowissenschaftlicher Manipulation. Er behauptete, Fernsehsendungen wie Akte X – Die unheimlichen Fälle des FBI förderten den Aberglauben.